# 모비딕
《모비딕》(영어: Moby-Dick; or, The Whale)은 허먼 멜빌의 장편 소설이자 소설 속에 나오는 고래의 이름이다. 1820년 11월 20일 태평양 한 가운데에서 포경선 '에식스호(Essex)'가 커다란 향유고래에 받혀 침몰한 사건에서 영감을 얻어 창작되었다. 백경(白鯨)이라고도 부른다.  에이허브 선장이 다리 한 쪽을 잃어 이에 대해 복수를 하기 위해 선원들을 이끌고 모비딕을 쫒는 이야기이다.
1851년 10월 18일 런던에서 리처드 벤틀리(Richard Bentley)에 의해 《고래》(The Whale)라는 이름의 세 권짜리 삭제판으로 처음 출판되었다. 이어서 무삭제판은 1851년 11월 14일 뉴욕에서 하퍼앤브라더스(Harper and Brothers)에 의해 '모비딕'(Moby-Dick)이라는 제목으로 두 권짜리로 나오게 된다. 인간과 자연의 투쟁을 다루었고, 소설 형식은 당시로서는 파격적인 것이었다. 책의 내용에 있어,  스토리 부분에 비해 대부분은 고래에 대한 백과사전적 요소로 채워져 있어서 소설보다는 서사시로 불리우기도 한다.
한국판의 번역 초판은 1954년 로버트 딕슨의 축약본을 을유문화사에서 간행된 노희엽씨 번역이 가장 오래됐다. 그리고 최초의 완역본은 양병탁씨에 의해 1959년 발표되었다. 하지만 초판은 현대어와는 상당히 다른 표현으로 많아 난해하였으며 1995년 중앙미디어 출판사 판에이르기까지 여러번 개정판을 내놓았다. 이후 다른 한국어판들이 작가정신등 여러 출판사에서 완역, 출판된바있다.

## 줄거리
이스마엘은 12월에 맨해튼 섬에서 포틀랜드에 이르기까지 포경 가입을 계획한다. 그가 도착한 여관은 혼잡하기 때문에, 문신을 한 폴리네시아인 퀴퀘그와 함께 침대를 공유해야한다. 다음날 아침에 이스마엘과 퀴퀘그는 요나에 대한 메이플 신부의 설교에 참석한후 낸터킷로 향한다. 이스마엘은 퀘이커 배주인인 빌다드, 펠레그와 함께 계약을 맺는다. 펠레그는 에이허브 선장을 설명한다: "그는 신과 같은 남자이다." 그들은 다음날 아침에 퀴퀘그를 고용한다. 엘리야라는 사람은 이스마엘과 퀴퀘그가 에이허브에 합류하는 심각한 운명을 예언한다. 식량을 비축하고 저장하는 동안, 그림자 같은 인물이 배에 탄다. 추운 크리스마스 당일에 피쿼드 호는 항구를 출발해 떠난다.

## 등장 인물
- 에이허브 선장(Captain Ahab)

포경선 피쿼드 호(Pequod)의 선장으로 고래잡이 사냥에 나섰다가 모비 딕에게 한쪽 다리를 잃는다. 그 뒤 모비 딕을 잡아 복수하겠다는 일념으로 뒤쫓다가 결국 모비 딕에게 목숨마저 잃게 된다.
- 스타벅(Starbuck)

낸터키트(Nantucket) 출신으로 피쿼드 호의 1등 항해사이다. 큰 키에 열정적인 성격이면서도 신중함을 가진 선원이다. 그래서 모비 딕을 잡기 위해 선원들을 선동하는 에이허브 선장에 맞서려고 하지만 결국에는 피쿼드 호와 운명을 함께 하였다.
- 퀴퀘그(Queequeg)

아메리카 토착민 추장의 아들로 기독교 세계로 나오지만, 포경선에서 기독교 세계가 아메리카 토착민의 세계와 다를 것이 없음을 깨닫고 아메리카 토착민의 신앙을 간직한 포경선 작살잡이가 된다. 이스마엘과 절친한 친구가 되어 피쿼드 호를 타고 고래잡이 사냥에 나서지만 풍랑 속에서 이스마엘을 구하다가 상처를 입고 그 후유증으로 파상풍을 앓다가 사망한다.
- 이스마엘(Ishmael)

가난하지만 성실한 청년으로 바다를 동경해 포경선을 타기로 결심한다, 퀴퀘그와 함께 피쿼드 호의 선원이 되어 고래잡이 사냥에 나선다. 모비 딕과의 싸움에서 유일하게 살아 남는다. 책의 첫 문장에 나오며 'Call me Ismael' 의 해석은 '내 이름을 이스마엘이라고 해두자' 라고 보는 입장이 이스마엘의 성격상 맞다고 보는 견해이다.  이스마엘은 관찰자 입장이며 상선만 타다가 포경선을 처음으로 접한 터라, 배워 나가는 초보자의 이미지이다.  그는 이름이 주는 아랍적인 성격으로 인해 책이 나왔을 때 미국에서 이방인처럼 취급당하는 비주류를 대표하는 성격으로 등장한다.
- 스텁(Stubb)

피쿼드 호의 2등 항해사이다. 타고난 낙천가로 어떤 위험에 맞닥뜨려도 콧노래를 흥얼거리며 헤쳐 나가는 장점이 있다.항상 입에 파이프가 있고 얼굴에 미소가있는 것으로 묘사된다.
- 플라스크(Flask)

피쿼드 호의 3등 항해사로 작은 키에 늠름한 아메리카 토착민 젊은이다. 매우 전투적이어서 고래를 보면 끝까지 쫓아가 죽여야 성이 풀리는 성격이다. 또한 무척 용감해 목숨을 걸고 모비 딕 사냥에 나선다.
- 패들러(Fedallah)

에이허브 선장이 모비 딕을 잡기 위해 밀항시킨 무리의 우두머리이다. 배화교 신자이며, 선원들과 어울리지 않으나 에이허브 선장 곁에서 충직하게 보좌해 준다. 자신이 죽는다면 에이허브 선장도 곧 죽을 것이라는 예언을 하였고, 모비 딕과 싸우다 목숨을 잃고 만다.
- 모비 딕(Moby Dick)

에이허브가 가장 혐오하는 커다란 흰 향유고래로 다른 항유고래들에 비해 엄청나게 큰 몸집을 지녔으며(당시 존재했던 배들과 소설의 묘사로 간주했을 때 27미터가 넘는 거구로 추정) 다른 고래들과 달리 매우 교활하다. 수많은 고래잡이들을 죽이거나 불구자로 만들었으며, 작살에 아주 많이 맞아도 아무런 상처도 입지 않은 듯 고래잡이들과 싸웠다. 에이허브 선장이 한쪽 다리를 잃게 한 장본인이다.

## 배경

### 자서전적 요소
이 소설의 작성 배경에는 다분히, 저자인 허먼 멜빌의 직접 경험한 일들이 숨어 있다. 하지만, 고래잡이 어선인 '어쿠시네트(Acishnet)는 자서전적이지는 않다. 1840년 12월 30일에 멜빌은 어쿠쉬네트선의 선원으로 52개월간의 여행에 계약을 했다. 그 배의 선주는 멜빈 브래드포드로 퀘이커교도였으며, 여러 개의 문서에 서명을 하였으며, '맹세한다'라는 단어를 '확증한다'라는 단어로 교체하였다. 어쿠쉬네트호의 주주들은 상대적으로 부유하였지만, 페쿼드호의 선주들은 가난한 미망인과 고아도 포함되어 있었다.

### 시대적 배경
모비딕이 출간된 뒤에 영국의 도서관에서는 이 책이 소설이 아니라 고래학이라는 분류에 보관되어 있었다. 그것은 이 책이 유난히 고래의 해부학적인 측면이 상세히 저술되어 있었기 때문이었다. 이 책의 내용은 오히려, 그 당시 프랑스 혁명이후 산업혁명의 결과로 메롱 제1차 세계대전의 참혹한 결과를 상징하듯, 에이허브 선장이 향유고래를 잡지 못해 실패한 것에 비유하였다.

### 성경속 인물과 동명인 인물[4]
- 선장 에이합 : 구약성경의 악명 높은 아합왕
- 주인공 이스마엘 : 구약성경 아브라함과 그의 종 하갈 사이에서 낳은 아들
- 엘리야(피쿼드호가 침몰할 것을 예고한 사람) : 아합왕 시대에 활동했던 선지자 엘리야
- 발닷(피쿼드호의 주인 이름) : 구약성경 욥의 친구 발닷
- 흰고래 : 구약성경 욥기의 레비아단을 연상시킴.
- 메이플 신부의 설교에서 요나서의 큰 물고기를 고래로 지칭함.

### 멜빌의 제국주의적 철학
멜빌은 미국태생의 기독교 장로교인, 백인 이슈마엘과 토착민이면서 동물숭배자 퀘케그 사이의 갈등을 친구관계 이상의 종교와 정치로 묘사하였다.  종교적으로는 관용과 이해의 측면에서 정치는 인종을 넘어선 평등을 강조하였다.

## 다양한 해석[5]
모비딕은 해석적인 면에서 다양한 의미 부여의 대상이 되어 왔다. 
- 팔레스타인계 미국 작가인 에드워드 세드는 미국의 9/11 사태 이후, 조지 W. 부시가 오사마 빈라덴을 잡으려는 것을 에이합 선장이 백경을 사냥하는 것에 빗대어 말했다.
- 시카고 선 타임즈의 닐 스타인버그는 도널드 트럼프가 미 남부 국경의 장벽을 설치하는 것에 대해 에이합의 미친 사명의식으로 비꼬았다.
- 하얀 고래가 자연을 상징한다면 에이합 선장은 생태계 환경을 파괴하는 인류의 문명을 상징한다.  기후 변화는 고래의 멸종등에 따른 결과로 본다.
- 이스마엘과 퀘케그가 잠이 들 때 동성애 결혼을 뜻하는 표현이 등장한다.
- 이 소설은 멜빌이 너새니얼 호손에 대한 러브레터이다. "당신은 북쪽지역의 뿌리를 남쪽지역의 영혼 안에 깊이 담궜습니다."
- 퀘케그는 서양 소설에서 최초로 등장한 유색인종이었다.  피쿼드 호는 아메리칸 원주민, 아프리카계 미국인, 아시아인을 모두 실은 다문화적 선박이다. 이것은 하얀 고래를 잡은 것은 마치 노예소유가 합법적인 미국의 주들을 겨냥해서 쓴 유추 해석이 가능하며, 제국주의를 고소한다는 작가의 의도를 알수 있다.

## 평가[6]
- D. H. 로런스 : 미래학 이전에 미래학의 과제가 발명되었다.[7]
- W.H. Auden : 퀴어적 성향을 극찬함.
- 버지니아 울프는 3번 읽고 난 뒤 폭풍의 언덕과 비교하며 그녀의 일기에 " 넓은 백지 상태의 바다에 고래의 지느러미가 날아오른다"는 비젼으로 그녀의 작품이 영감을 얻었다고 기록하였다.

## 기타
- 다국적 커피 전문점 스타벅스(Starbucks)의 이름은 소설 속의 일등항해사 스타벅(Starbuck)의 이름에서 따왔다.[8]
- 새뮤얼 테일러 콜리지의 노수부의 '인간이 모든 피조물을 사랑하는 관점'이 이 작품에 영향을 주었다.